# Tigerland
Tigerland är en amerikansk-tysk långfilm från 2000 i regi av Joel Schumacher, med Colin Farrell, Matthew Davis, Clifton Collins Jr. och Tom Guiry i rollerna.

## Handling
Colin Farrell spelar Bozz. Tillsammans med sin "lumparkompis" Jim Paxton (Matthew Davis) går Bozz igenom mycket obehagliga upplevelser på vägen till "Tigerland", det närmaste man kan komma kriget.

## Rollista
| Colin Farrell       | – Pvt. Roland Bozz  |
| Matthew Davis       | – Pvt. Jim Paxton   |
| Clifton Collins Jr. | – Pvt. Miter        |
| Tom Guiry           | – Pvt. Cantwell     |
| Shea Whigham        | – Pvt. Wilson       |
| Russell Richardson  | – Pvt. Johnson      |
| Nick Searcy         | – Capt. Saunders    |
| Afemo Omilami       | – SFC Ezra Landers  |
| James MacDonald     | – Staff Sgt. Thomas |
| Keith Ewell         | – Sgt. Oakes        |
| Matt Gerald         | – Sgt. Eveland      |
| Stephen Fulton      | – Sgt. Drake        |